# L'Ora della Calabria
L'Ora della Calabria, già Calabria Ora, è stato un quotidiano regionale calabrese edito dagli imprenditori calabresi Fausto Aquino e Piero Citrigno, che dal 19 gennaio 2008 hanno rilevato Paese Sera editoriale S.r.l., nuova società editrice della testata e titolare della storica testata giornalistica romana Paese Sera. Ha cessato le pubblicazioni dal 19 aprile 2014, a seguito delle direttive del liquidatore del giorno prima.

## Storia

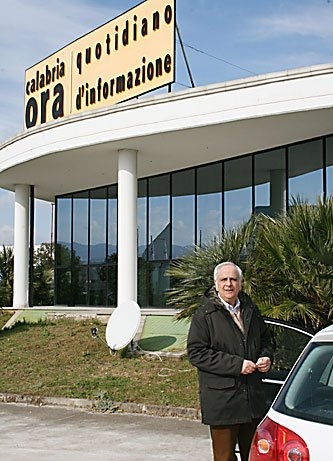
La sede di Calabria Ora

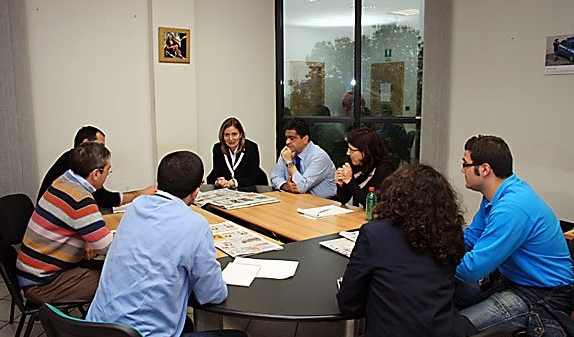
La redazione di Calabria Ora

La sua presentazione ufficiale avvenne a Catanzaro il 9 marzo 2006. Il primo numero di Calabria Ora fu pubblicato il 14 marzo 2006. L'iniziativa editoriale si aggiunse alle altre cinque allora testate presenti sul territorio regionale. Il primo direttore fu Paride Leporace, giornalista proveniente da Il Quotidiano della Calabria. Il presidente del Consiglio di amministrazione della società editrice è Fausto Aquino, vicepresidente nazionale della Piccola Industria. La sede centrale de L'Ora della Calabria è a Cosenza, con redazioni distaccate nelle altre province calabresi e in territori limitrofi (Lamezia Terme, Gioia Tauro - trasferita dopo qualche anno a Palmi - e Siderno).

### Il suo primo anno e le perquisizioni
Il 6 maggio 2006 la redazione di Calabria Ora venne perquisita per ordine del sostituto procuratore di Reggio Calabria, Domenico Galletta. La ragione va ricercata nella pubblicazione da parte del giornale della relazione che portò l'Azienda Sanitaria di Locri allo scioglimento per infiltrazioni mafiose, relazione stilata da una commissione che si era insediata dopo l'omicidio di Francesco Fortugno, Vice Presidente del Consiglio regionale della Calabria.
Il 4 novembre la Polizia postale notificò alla redazione ed al direttore un decreto di acquisizione di tabulati telefonici ed informatici relativi al traffico di posta elettronica di due indirizzi e-mail del giornale. Leporace si rivolse alla Federazione della Stampa affinché venisse tutelato il diritto-dovere di cronaca del suo quotidiano. Già dal novembre 2006, vista l'importanza raggiunta dal giornale sul territorio regionale in così poco tempo, venne avviata un'iniziativa in base alla quale Calabria Ora uscì nelle edicole in abbinamento con Il Sole 24 Ore.  L'iniziativa venne presentata alla stampa il 31 ottobre dall'editore Fausto Aquino, dal direttore generale Pietro Citrigno, dal direttore responsabile Paride Leporace e dal capo della redazione romana Paolo Pollichieni. A fine di novembre, inoltre, venne realizzato il sito internet dal quale vengono pubblicate on-line, dalle 18 alle 24, le edizioni quotidiane in versione Pdf.

### Pollichieni alla guida del giornale
Il 10 aprile 2007 avvenne il cambio della guardia alla direzione del quotidiano calabrese. Paride Leporace lasciò l'incarico per assumere la direzione de il Quotidiano della Basilicata. Dal giorno successivo l'incarico di direttore venne assunto da Paolo Pollichieni, sino ad allora responsabile della redazione romana.
Durante la campagna elettorale per il rinnovo della giunta e del consiglio regionale del 2010 Calabria Ora ha sostenuto apertamente il presidente uscente di centro-sinistra Agazio Loiero.
Il 20 luglio 2010 la pubblicazione di alcuni articoli su presunti incontri tra il governatore Giuseppe Scopelliti e alcuni boss delle cosche calabresi costa la poltrona al direttore e con lui ad Agostino Pantano, cronista già oggetto di minacce da parte delle cosche. Contestualmente la quasi totale ossatura del quotidiano ha ressagnato le dimissioni: il caporedattore centrale Barbara Talarico, i vicecaporedattori Francesco Graziadio e Stefano Vetere, il caposervizio di Cosenza Pablo Petrasso, quello della Cultura Eugenio Furia e il responsabile delle Cronache politiche Antonio Ricchio.

### Le intimidazioni e la lotta alla 'Ndrangheta
Durante il suo secondo anno si verificarono alcuni atti intimidatori verso collaboratori locali del giornale, come i proiettili ad Angela Corica, o i due atti intimidatori fatti nel giro di pochi mesi (novembre 2007 e aprile 2008) al responsabile della redazione di Gioia Tauro Agostino Pantano. Il 30 gennaio 2008 alcune lettere contenenti proiettili furono indirizzate a Ferruccio de Bortoli, direttore de Il Sole 24 Ore, a Paolo Mieli, del Corriere della Sera, a Ezio Mauro, de la Repubblica, a Emanuele Giacoia, de il Quotidiano della Calabria, e a Paolo Pollichieni, direttore di Calabria Ora. Ma le intimidazioni di stampo 'ndranghetista proseguono anche durante il quarto anno di attività del giornale, quando il 14 ottobre 2009 una lettera contenente minacce di morte e indirizzata all'editore e a un cronista del giornale viene recapitata alla redazione centrale di Cosenza; nella lettera, che fa riferimento ad alcuni articoli sui rapporti tra politica e 'ndrangheta, viene intimato ai due di non occuparsi più di certe cose. Nel 2010, infine, anche il capo servizio della redazione di Vibo Valentia Pietro Comito riceve delle minacce di morte, che la parlamentare del PdL Angela Napoli collega direttamente ad alcuni suoi servizi scomodi per la 'Ndrangheta, e così succede pure a Lucio Musolino, della redazione di Reggio Calabria.
Lucio Musolino, in particolare, aveva scritto i nomi di consiglieri comunali e regionali, emersi in alcune importanti inchieste di mafia, raccontando anche della partecipazione del governatore della regione Giuseppe Scopelliti a un pranzo organizzato da imprenditori, in seguito fermati per mafia. Il giornalista ad Annozero, oltre a denunciare le minacce subite, aveva parlato dei tentativi della dirigenza del quotidiano di censurarlo e di trasferirlo, prima a Lamezia e poi a Catanzaro. In seguito è stato licenziato.
Dal 25 luglio 2010 al 21 dicembre 2013 il direttore del giornale è Piero Sansonetti, ex direttore di Liberazione.
Il 5 agosto 2013 il quotidiano cambia la sua testata da Calabria Ora a L'Ora della Calabria.
L'editore Alfredo Citrigno aveva incontrato, alla presenza del direttore Piero Sansonetti, il Comitato di redazione ed il vicesegretario nazionale Fnsi e segretario del sindacato giornalisti della Calabria, annunciando “la necessità di ridurre i costi per non rischiare il tracollo”. Un incontro che aveva registrato la disponibilità di Sansonetti a rilevare la testata e partire con una nuova avventura che avrebbe assicurato “il coinvolgimento del maggior numero di giornalisti possibile”. All'apice di divergenze dovute alla gestione del piano occupazionale del giornale, Sansonetti è stato sollevato dall'incarico e al suo posto è stato nominato direttore Luciano Regolo.

## Critiche e condanne
Nonostante i tanti attestati di stima e le intimidazioni, la storia del giornale calabrese è fatta di luci ed ombre.
Il 9 febbraio 2010 la Corte d'appello di Catanzaro conferma la condanna per il reato di usura all'editore e cofondatore di Calabria Ora Pietro Citrigno, aggravando a 4 anni ed 8 mesi di reclusione la pena già inflittagli in primo grado.
Il processo contro Citrigno segue all'operazione antimafia denominata "Twister" condotta dalla Direzione distrettuale antimafia di Catanzaro.
Ma, ancor prima della magistratura, contro Citrigno e l'ex direttore Paolo Pollichieni sono giunte critiche da un network di associazioni e dal movimento antimafia Ammazzateci tutti.
Il 12 giugno 2010 anche l'ex direttore di Calabria Ora Paride Leporace si schiera contro il suo ex giornale.

### Chiusura
Il 18 aprile 2014, il liquidatore dell'azienda proprietaria del quotidiano annuncia alla redazione, tramite un messaggio di posta elettronica inviato alle 18:28, la cessazione con effetto immediato della pubblicazione cartacea e dell'operatività del sito Internet.

## Direttori

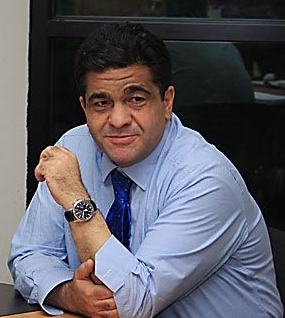
L'ex direttore Paolo Pollichieni

- Paride Leporace (14 marzo 2006 - 8 aprile 2007)
- Paolo Pollichieni (9 aprile 2007 - 20 luglio 2010)
- Fausto Aquino (21 luglio 2010 - 24 luglio 2010)
- Piero Sansonetti (25 luglio 2010 - 21 dicembre 2013)
- Luciano Regolo (22 dicembre 2013 - 18 aprile 2014)

## Edizioni
Calabria Ora era pubblicato quotidianamente in tre diverse edizioni:
- Cosenza
- Reggio Calabria
- Catanzaro / Crotone / Vibo Valentia